# Buciumeni (Dâmbovița)
Buciumeni es una comuna ubicada en el distrito de Dâmbovița, Rumania.

## Superficie
Posee una superficie de 28,71 kilómetros cuadrados.

## Demografía
Hasta 2021 la población era de 4231 habitantes, con una densidad de población de 147,4 habitantes por kilómetro cuadrado.